# Ibn Hazm

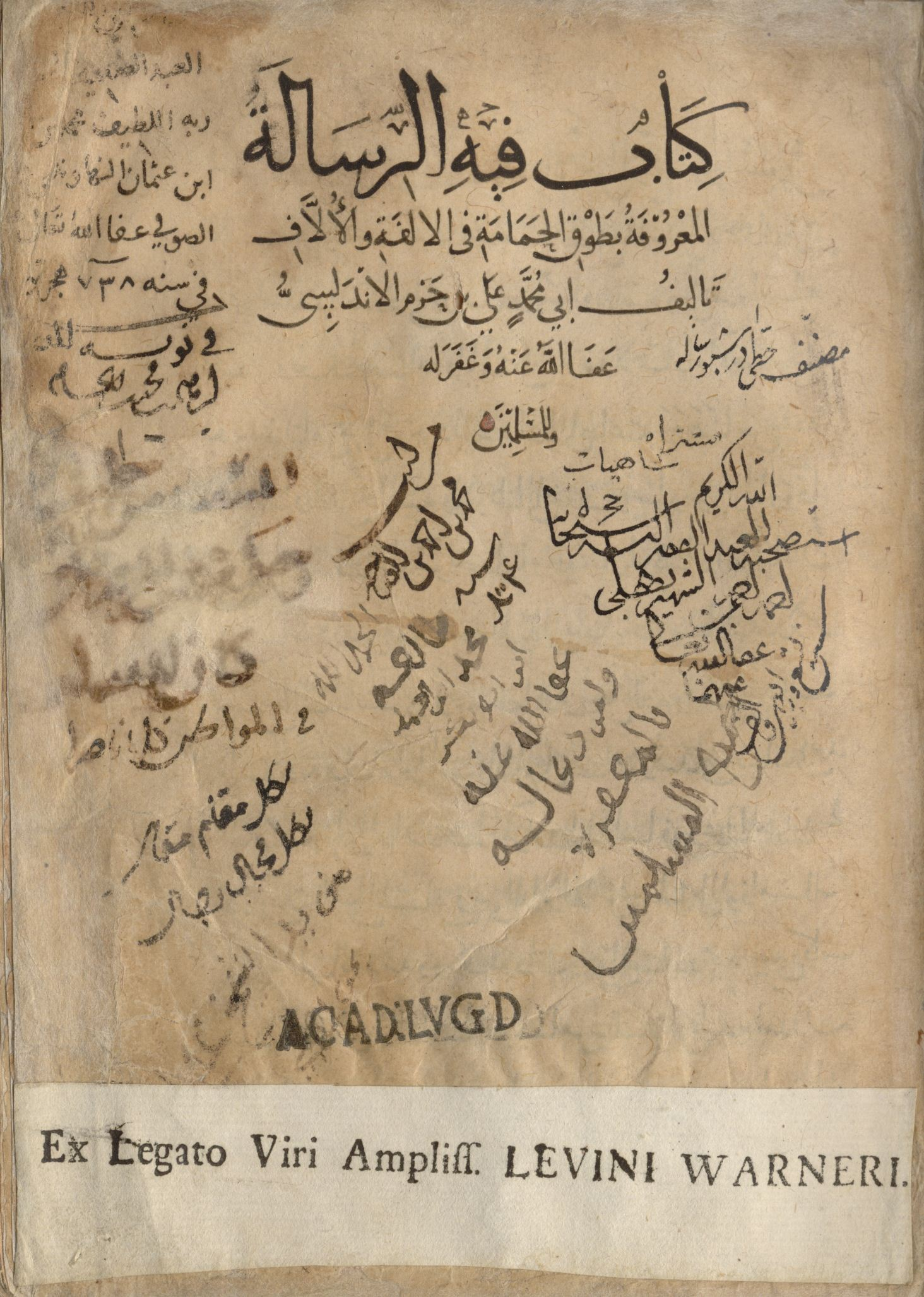
Le Collier de la colombe
(Ms. Bibliothèque de Leyde).

Ibn Hazm (en arabe : أبو محمد علي بن احمد بن سعيد بن حزم) (7 novembre 994/384H à Cordoue - 15 août 1064/456H à Montíjar ou Niebla (Taïfa de Séville)) est un poète, chroniqueur, historien, juriste, philosophe et théologien musulman. Il approfondit la doctrine zahirite et utilise ses méthodes pour l'ensemble des études coraniques. Il est l'auteur du célèbre Collier de la colombe. Il est instruit dans l'entourage de la dynastie des Omeyyades de Cordoue, dynastie à laquelle il restera toujours fidèle. Il connaîtra de multiples emprisonnements et exils au cours de sa vie.

## Biographie
Descendant de chrétiens convertis à l'islam (depuis deux siècles), Ibn Hazm est le fils d'un haut fonctionnaire de la dynastie omeyyade de Cordoue. Il est d'origine andalouse et il fréquente la cour. Des liens familiaux semblent soulignés avec Muzna, la mère d'Abd al-Rahman III, puisqu'il la nomme de son propre nom, Hazm.
Par la carrière politique éminente de son père, les années d'enfance d'Ibn Hazm se déroulent dans le cadre fastueux des palais de Cordoue. Mais ce temps heureux et insouciant sera de courte durée pour l'enfant. La jeunesse d'Ibn Hazm, dès l'adolescence, est placée sous les troubles intenses de la « Fitna », période de guerre civile sur les terres d'al-Andalus qui prend sa source en 1002, par la mort d'al-Mansûr (chef militaire et homme d'Etat puissant au sein du califat omeyyade de Cordoue), se durcit après 1010 et se termine en 1040. Le destin de la famille d'Ibn Hazm se trouve cruellement pris dans cette tourmente.
En 1013, la cité de Cordoue est mise à sac par des troupes berbères. La violence de cet embrasement contraint Ibn Hazm à quitter la ville. Cet événement va profondément marquer la vie du futur savant. Dans son œuvre majeure Le Collier de la colombe, au chapitre « La séparation », il se livre avec amertume à une description des dégradations subies par les quartiers dévastés : « Tout avait subi l'épreuve. La civilisation y était retournée au désert stérile, la compagnie des hommes à la solitude aride, la beauté aux ruines hideuses, la sûreté à l'épouvante des ravins. [...] Ce qui était lié s'était disloqué, le vent les avait dispersés sur la terre. Ces loges vivantes d'inscriptions, ces alcôves ornées, empourprées comme un soleil levant, qui comblaient le regard et chassaient le tourment, la ruine les avait prises tout entières comme la gueule béante d'un fauve, dont le vide rappelait au néant du monde. »
Chassé de Cordoue par les Berbères, Ibn Hazm se réfugie à Almeria, sur la côte méditerranéenne. Mais, devenu suspect au gouverneur de la ville à cause de son attachement à la dynastie omeyyade, il est jeté en prison quelques mois, puis banni. Ibn Hazm se rend à Valence et se met au service d'un prince omeyyade. Mais, à la suite de l'assassinat de ce dernier en 1019, il prend la décision de revenir vers sa ville natale.
A Cordoue, Ibn Hazm s'attache au service d'un autre omeyyade, Abd al-Rahman V dont il devient également vizir. Mais ce règne et sa fonction qui en découle ne durent qu'un mois et demi, jusqu'à l'assassinat du très éphémère calife omeyyade. Ibn Hazm est de nouveau envoyé en prison et tout un pan de ce qu'il a écrit est détruit. Une fois libéré, Ibn Hazm se retire de la vie politique et se consacre à l'écriture. De nouveau en exil, il réside à Jativa (province de Valence) à partir de 1026. C'est à ce moment-là qu'il commence à composer Le Collier de la colombe qui reste, jusqu'à nos jours, son ouvrage le plus célèbre. D'autre part, par sa plume alerte et acérée, Ibn Hazm met ses connaissances encyclopédiques au service de ses convictions politiques et théologiques.
Nous avons peu d'informations sur ce qu'il fait à la fin de sa vie. En outre, la transmission de son œuvre a dû subir de nombreux obstacles car bien qu'il fût cité comme auteur prolifique, la trace de ses travaux s'avère moins abondante qu'attendu. Son fils Abu Rafi affirme cependant qu'il a laissé 400 écrits.
Ibn Hazm meurt dans son village de Montíjar.

## Travaux

### Poésie
Ibn Hazm est l'auteur de nombreux poèmes. Sa composition la plus célèbre est Le Collier de la colombe (De l'amour et des amants), traitant de l'amour comme une union des âmes fondée sur le principe de ressemblance.
À la suite de son modèle Ibn Dawoud, son traité de morale, Le Collier de la colombe, le situe parmi les représentants majeurs du platonisme en Islam. A. R. Nykl a signalé l'étroite ressemblance qui unit ses théories de l'amour platonique et celle du gai savoir des « fidèles d'amour » et des troubadours.
Le Collier de la Colombe a d'abord été traduit par Léon Bercher en 1949, puis par Gabriel Martinez-Gros en 1992. Le livre propose une « psychologie amoureuse de bon aloi », selon Malek Chebel, spécialiste de l'amour et de l'érotisme dans le monde arabe. Ce dernier place le Collier de la Colombe à côté du Journal d'un séducteur de Kierkegaard et du roman Le Rouge et le Noir de Stendhal.

### Philosophie
En logique, il dénonce l'identification abusive de l'induction et de la déduction avec le syllogisme.
Contre les atomistes, il soutient la thèse que la matière est divisible à l'infini.

### Théologie
En droit musulman, il se tient à distance des écoles chafite et malikite[réf. nécessaire]. Refusant l'induction canonique, la recherche des causes, l'opinion, la bonne appréciation et la tradition, il prône le « respect total du texte » et « la nécessité d'une méthode rationnelle ». Il nomme cette nouvelle méthode d'interprétation la zahiria, et se rattache au zahirisme, une école littéraliste du IXe siècle fondée par Daoud el-Zahiri.

Le premier traducteur du Collier de la colombe, Léon Bercher, voit dans une phrase de cet ouvrage un indice du zahirisme de l'auteur : 
« Le divin Législateur [...] connaît les voies de la vérité [...]. Il connaît tout cela bien mieux que celui qui prétend se gouverner lui-même et croit pouvoir se conduire d'après les déductions de son propre raisonnement. »
Le zahirisme prône le phénoménalisme dans l'interprétation du texte sacré. Il s'agit donc de considérer le texte sacré comme un objet contenant toute sa vérité, exactement comme on pourrait étudier une production de la nature. Les prescriptions coraniques doivent être étudiées comme telles, sans chercher à les interpréter ou à les justifier[réf. nécessaire]. Elles sont ce qu'elles sont et cela suffit. Ibn Hazm fustige les juristes et les théologiens qui ont opté pour la subjectivité, source intarissable de déviations. Le Coran doit donc être examiné comme un tout achevé à quoi l'on ne doit rien retrancher ni ajouter. Le texte sacré s'impose alors par son évidence. Il est inutile et néfaste de vouloir le démontrer. Il suffit, en fait, de le montrer. Toute autre position consisterait à se substituer au texte et par la même occasion reviendrait à égaler ou dépasser le prophète de Dieu, prétention absurde et condamnable.
L'opinion d'ibn Hazm sur le caractère inimitable du Coran, affirmé par exemple dans le verset 88 de la sourate XVII, est que cette supériorité ne tient pas tant à la qualité littéraire du texte qu'au fait qu'aucun auteur n'ait pu en produire de comparable. Il affirme, avec audace, que l'éloquence du Coran n'est nullement inimitable. Ce qui en fait le caractère miraculeux, c'est justement le fait que personne n'ait pu l'imiter. Il y voit la preuve d'une intervention divine : Dieu a empêché quiconque de produire un texte semblable.
Le Traité sur les religions et les écoles de pensée est considéré comme le premier traité d'histoire comparée des religions (dans le monde et en langue arabe). Il y analyse toutes les attitudes possibles face au phénomène religieux, du scepticisme à la foi de l'homme simple.

## Postérité
En 1078, lors de la « dispute de Saragosse », Hugues de Semur, abbé de Cluny et Abû al Walîd al Bâjï, jurisconsulte, acceptent de se rencontrer et de défendre leurs thèses autour d'un essai critique sur les dogmes d'Ibn Hazm. Cette « dispute » (orale) met en lumière le rôle de Cluny dans l'ouverture à l'Islam, qui n'intéresse alors pas les « intellectuels » européens. Dans le même esprit, Pierre le Vénérable, abbé de Cluny, entreprit de faire traduire non seulement le Coran (par Robert de Ketton) mais aussi des légendes et récits divers sur le Prophète de l'islam et les premiers califes. Il fit aussi traduire l'œuvre de Risalâ de Al-Kindi (œuvre touchant à tous les aspects du savoir, à la cour de Bagdad, avant 820), la Nûr muhammadî et la Doctrina Machumet (recueil des réponses du Prophète à quatre juifs).

## Œuvres
L'œuvre d'Ibn Hazm comprend 400 titres environ (beaucoup sont perdus, car brûlés par un gouverneur pour le punir) couvrant la totalité des sciences islamiques.
- Tawq al-hamâmah fi-l-ulfah wa-l-ullâf (Collier de la colombe sur l'amour et les amants), traduit par Gabriel Martinez-Gros, Paris, Sindbad, 1992 ; réédition sous le titre Le Collier de la colombe (De l'amour et des amants), Paris, Actes Sud, coll. « Babel » no 988, 2009, 251 p.  (ISBN 978-2-7427-8828-6) ;  autre traduction par Léon Bercher sous le titre Le Collier de la colombe : l'amour et l'amitié dans les traditions arabo-islamiques, Bobigny, Créadif livres, 1992  (ISBN 2-909667-01-4) ; réédition de cette dernière traduction sous le titre Promenades amoureuses : Le Collier de la colombe, Paris, Bachari, 2014  (ISBN 978-2-913678-51-4) ; réédition sous le titre Les Affinités de l'amour dans la tradition musulmane : Le Collier de la colombe, Paris, Éditions IQRA, 2015, 233 p.  (ISBN 2-909667-16-2).
- Le Livre des mœurs et des conduites.
- Traité sur les religions et les écoles de pensée.
- Al-Fisal.
- Al-Mouhalla (livre de fiqh, droit islamique).